# Sol (dia marcià)
El dia solar marcià (sol en anglès) és el període entre dos passos consecutius del Sol per un meridià de Mart, i dura 24 hores 39 minuts i 35,244 segons. És aproximadament un 3% més llarg que el dia solar terrestre.
El dia sideral marcià, definit com dos passos consecutius d'un mateix estel fix pel meridià del lloc, dura 24 h 37 m i 22,663 s. Com a comparació, el dia sideral a la Terra dura 23 h 56 m i 4,0905 s.
La diferència entre el dia solar i el dia sideral es deu en els dos planetes al moviment del planeta al voltant del Sol i és una qüestió molt coneguda. Suposem que un dia donat el dia sideral i el Sol culminen en el mateix instant. El dia sideral acabarà quan l'estel culmini al cap de 24 h 37 m i 22,663 s, però a causa del moviment de translació de Mart al voltant del Sol, el dia solar no ha acabat. Com que Mart triga 668,5921 dies marcians a fer un gir al Sol, per terme mitjà gira 360/668,5921 = 0,53844489° al dia i aquest angle és el que li falta girar perquè el Sol culmini. En això empra un temps de 2 m 12,58 s. Així que el dia solar mitjà dura 24 h 37 m i 22,663s + 2 m 12,58 s = 24 h 39 m i 35,24s.
Una altra manera d'entendre la mateixa qüestió és que si el planeta en un any dona X voltes sobre si mateix, el Sol culmina una vegada menys. Com que l'òrbita no és circular i regeix la segona llei de Kepler o llei de les àrees, cal parlar de dia solar mitjà perquè el moviment real del planeta sobre l'òrbita no és sempre el mateix i, per tant, el dia solar té una duració variable. Apliquem el que s'ha dit per a: 
La Terra:
El dia solar mitjà dura 24 hores i l'any 365,2422 dies. Així per a la Terra el dia sideral dura TS*366,2422=24h* 365,2422 és a dir Ts=23,93447 h=23h56m4,1s
Mart:
El període de rotació de Mart va ser determinat per primera vegada per Christian Huygens el 1659 basant-se en les taques d'albedo que s'observen a la superfície. El 1666 Giovanni Cassini va fixar-ne la duració en 24 h 40 m; valor aproximat al vertader. Basant-se en dibuixos fets en un interval d'observació de 300 anys es va trobar per a la revolució sideral el període 24 h 37 m i 22,7 s.
Exemple:
Sabent que l'any a Mart dura 686,9726 dies terrestres, quants dies solars mitjans té un any? Quan dura el dia solar mitjà T? 
Sabent que 686,9726 dies terrestres equivalen a 16487,3424 hores i tenint en compte que TS *(X+1)=T*X=16487,3424 hores, tenim les incògnites T i X.
Eliminant la incògnita T
X+1=16.487,3424 hores/24 h 37 m 22,663 s = 669,59216.
Així que l'any dura X=668,59216 sols. Per això el dia solar mitjà dura T=16487,3424 hores/668,59216 sols = 24,6597902 = 24 h 39 m 35,24 s, el que equival a 1,02749125 dies terrestres.